# 6月8日
6月8日是公历一年中的第159天（闰年第160天），离全年结束还有206天。

## 大事记

### 19世紀以前
- 前489年：齐国大夫陈乞、鲍牧等人率兵入公宫，击败国、高二氏，国、高等出奔鲁国。
- 68年：羅馬帝國元老院在皇帝尼祿逃離皇宮後，推選塔拉科西班牙行政長官加爾巴為新皇帝。
- 570年：伊斯兰教在麦加启蒙。
- 632年：在穆罕默德逝世後，阿布·巴克爾被麥地那的宗教領袖們推舉為伊斯蘭教史上第一位哈里發。
- 1529年：因為宗教與語言的差異，瑞士諸邦情勢緊張，瑞士爆發中世纪的一次重大宗教战争：第一次卡佩尔战争。
- 1645年（顺治二年五月十五丙申）：多铎率清军至南京，南明礼部尚书钱谦益等迎降。
- 1783年：冰島南部瓦特納冰原的拉基火山裂縫噴發口開始大規模噴發，並持續至1784年2月才結束。

### 19世紀
- 1824年：加拿大批准第一个专利。
- 1861年：在美國南北戰爭期間，與美利堅邦聯關係密切的田納西州經公民投票後決定脫離聯邦。
- 1866年：加拿大议会在渥太华首次召开。
- 1867年：普鲁士军队吞并荷尔斯泰因公国。

### 20世紀
- 1912年：袁世凯公布参议院议决中華民國国旗为五色旗，十九星旗为陆军旗，青天白日紅旗为海军旗，商旗适用国旗。
- 1924年：英国登山家乔治·马洛里和安德鲁·欧文在尝试登顶珠穆朗玛峰的途中遇难。
- 1928年：山西军阀阎锡山率军进入北京，自任为京津卫戍司令。
- 1929年：瑪格麗特·邦德菲爾德被拉姆齊·麥克唐納任命為勞工大臣，成為英國內閣的第一位女性成員。
- 1934年：南京藏本英明事件：引发中国与日本战争危机。
- 1941年：第二次世界大戰：同盟國開始敘利亞-黎巴嫩戰役，打擊維希法國在黎凡特的屬地。
- 1942年：自由法國軍隊在比爾哈凱姆戰役成功阻擊由埃爾溫·隆美爾發動的攻勢，延緩軸心國近一步的進攻計劃。
- 1949年：英國左派作家喬治·歐威爾創作的經典反烏托邦小說《一九八四》在倫敦首次出版。
- 1957年：中国共产党中央委员会发出毛泽东起草的《中共中央关于组织力量准备反击右派分子进攻的指示》，反右运动开始。
- 1958年：大跃进运动放出第一颗亩产卫星：这天，《人民日报》报道河南省遂平县卫星农业社5亩小麦平均亩产达到2105斤：从此，引发中国大陆各地生产行业的浮夸风。
- 1966年：美国空军一架XB-70女武神轰炸机原型机在拍摄空中定装照时与随行的一架F-104星式战斗机相撞坠毁。
- 1972年：美聯社記者黄公崴拍下越南女童潘氏金福逃離凝固汽油彈轟炸的相片，以此獲得普立茲獎。
- 1986年：前联合国秘书长库尔特·瓦尔德海姆当选奥地利总统。
- 1994年：乌克兰与俄罗斯达成分割黑海舰队协议。
- 1995年：加拿大程式設計師拉斯姆斯·勒多夫公開釋出開放原始碼的手稿語言PHP第一個版本。
- 1996年：中国进行了首次也是迄今为止唯一一次引爆多弹头的核试验，这也是中国的第44次（倒数第二次）核试验。[1]

### 21世紀
- 2004年：金星凌日。
- 2007年：加拿大第一个华人政党民族联盟党诞生在温哥华，党领陈卫平成为加拿大历史上第一个组建政党的华人领袖。
- 2008年：日本東京千代田區秋葉原發生秋葉原殺人事件，造成7死10傷。
- 2009年：韓國女子組合少女時代推出單曲《Gee》風迷全亞洲
- 2011年：发起世界IPv6日活动，提倡各网站提供IPv6接入服务。
- 2021年：薩爾瓦多立法議會以62票支持通過把比特幣列為法定貨幣的法案，薩爾瓦多成為首個將比特幣定為法定貨幣之國家。

## 出生
- 862年：唐僖宗李儇，唐朝皇帝。（888年逝世）
- 1593年：拉科齊·捷爾吉一世，特蘭西瓦尼亞大公。（1648年逝世）
- 1612年：吳三桂，明末清初政治、军事人物，吴周开国皇帝。（1678年逝世）
- 1625年：喬瓦尼·多梅尼科·卡西尼，義大利-法國天文學家、水利工程師。（1712年逝世）
- 1810年：罗伯特·舒曼，德国作曲家。（1856年逝世）
- 1829年：約翰·艾佛雷特·米萊，英國畫家、插圖畫家。（1896年逝世）
- 1867年：弗兰克·劳埃德·赖特，美國建筑師。（1959年逝世）
- 1903年：玛格丽特·尤瑟纳尔，法國作家。（1987年逝世）
- 1908年：伊娜·卡納巴羅·盧卡斯，巴西修女、超級人瑞。（2025年逝世）
- 1910年：約翰·W·坎貝爾，美國科幻小說家、編輯。（1971年逝世）
- 1916年：佛朗西斯·克里克，英國生物学家、物理学家、神经科学家，脱氧核糖核酸雙螺旋结构的发現者之一，1962年诺贝尔生理学或医学奖得主。（2004年逝世）
- 1921年：蘇哈托，印尼政治人物，第2任印尼總統。（2008年逝世）
- 1926年：何鴻章，香港企業家、慈善家。（2017年逝世）
- 1927年：安妮·沃伯頓，英國外交官。（2015年逝世）
- 1928年：古斯塔沃·古鐵雷斯，秘魯神學家（2024年逝世）
- 1930年：罗伯特·约翰·奥曼，以色列-美國經濟學家，2005年諾貝爾經濟學獎得主
- 1931年：費爾南多·恩里克·卡多佐，巴西社會學家、政治家，前任巴西總統。
- 1934年：青木幹雄，日本政治人物。（2023年逝世）
- 1936年：羅伯特·弗洛伊德，美國計算機科學家。（2001年逝世）
- 1937年：布魯斯·麥克坎德雷斯，美國太空人。（2017年逝世）
- 1938年：安日洛·阿馬托，義大利籍執事級樞機。（2024年逝世）
- 1938年：李柱铭，香港政治家。
- 1941年：喬治·佩爾，澳洲籍天主教司鐸級樞機。（2023年逝世）
- 1942年：邊希峰，韓國演員。
- 1954年：蘇梅盧·布貝耶·馬伊加，馬里政治人物，曾任馬里總理。（2022年逝世）
- 1955年：蒂姆·伯纳斯-李，英國電腦科學家，全球資訊網的發明者。
- 1957年：譚香文，香港立法會前議員，公民黨創會會員。
- 1957年：蒂普·卡柏迪亞，印度女演員。
- 1959年：羅傑承，港澳企業家。
- 1966年：茱莉安娜·瑪格里斯，美國女演員。
- 1968年：三上哲，日本男演員、聲優。
- 1970年：木原誠二，日本政治人物，現任內閣官房副長官、日本眾議院議員。
- 1970年：加布里埃尔·吉福兹，美國政治人物，曾任亞利桑那州聯邦眾議員。
- 1971年：TERU，日本男歌手，GLAY主唱。
- 1972年：杜汶澤，香港演員。
- 1974年：勞倫·伯恩斯，澳大利亞女子跆拳道運動員。
- 1975年：金玟，韓國女演員。
- 1976年：城島健司，日本職業棒球運動員。
- 1977年：郭品超，臺灣著名模特兒、演員、歌手。
- 1977年：肯伊·威斯特，美國饒舌歌手、唱片製作人、詞曲作家、歌手。
- 1978年：殷志源 ，韓國男子偶像團體水晶男孩隊長。
- 1981年：野中藍，日本女性聲優。
- 1981年：约翰·詹姆斯，美國政治人物，現任密西根州聯邦眾議員。
- 1982年：許智峯，香港前立法會議員。
- 1982年：李佳豫，臺灣女演員。
- 1983年：宮野真守，日本男性聲優、演員。
- 1984年：劉忻，中國歌手、女演員、導演、作家。
- 1984年：安德烈·卡西拉奇，摩納哥王室成員。
- 1984年：張儷，中國模特、女演員。
- 1987年：劉宋威，香港肉類切割員、男藝人。
- 1988年：雷艾美，臺灣女演員、模特兒、外景主持人。
- 1989年：楊銘威，臺灣演員。
- 1989年：楊菲洋，中國女歌手、演員。
- 1989年：津田美波，日本女性聲優。
- 1991年：劉宇珊，台灣女子偶像團體Popu Lady成員。
- 1994年：王以太，中國男歌手。
- 1995年：金鍾炫，韓國男子偶像團體NU'EST隊長。
- 1996年：李鎭赫，韓國男子偶像團體UP10TION成員。
- 1997年：廖苡任，台灣女子排球選手。
- 1997年：上官喜愛，中國女歌手。
- 1999年：梅特·加佐茲，土耳其男子射箭運動員。
- 1999年：宋宛穎，香港女演員。
- 2000年：張政禹，臺灣職業棒球運動員。
- 2001年：黃淑蔓，香港女歌手、演員。
- 2004年：筒井彩萌，日本女子偶像團體乃木坂46成員。
- 2007年：多米妮卡·巴內維奇，立陶宛女子霹靂舞運動員。
- 生年不詳：Azure，日本插畫家。

## 逝世
- 632年：穆罕默德，伊斯兰教创立者（約570年出生）
- 756年：聖武天皇，日本第45代天皇（701年出生）
- 823年：文室綿麻呂，日本平安時代征夷大將軍、公卿（765年出生）
- 951年：赵莹，中国五代十国时期政权后唐、后晋官员，在后晋为宰相（885年出生）
- 1155年：藤原顯輔，日本平安時代後期公卿、歌人（1090年出生）
- 1505年：明孝宗朱祐樘，明朝皇帝。（1470年出生）
- 1651年：德川家光，日本江戶幕府第3代征夷大將軍。（1604年出生）
- 1671年：埃德加·斯圖亞特，劍橋公爵。（1667年出生）
- 1795年：路易十七，法国国王（並無實權，時值法國共和時代）。（1785年出生）
- 1809年：湯瑪斯·潘恩，英裔美國思想家、作家、政治活動家、理論家、革命家、激進民主主義者。（1737年出生）
- 1831年：萨拉·西登斯，英國女演員。（1755年出生）
- 1835年：吉安·多梅尼科·羅馬格諾西，義大利哲學家、經濟學家、法學家。（1761年出生）
- 1845年：安德魯·傑克森，美國政治人物，第7任美國總統。（1767年出生）
- 1846年：彼得·弗里德里希·羅廷，德國軟體動物學家。（1767年出生）
- 1876年：乔治·桑，法国作家。（1804年出生）
- 1896年：朱爾·西蒙，法國政治人物、哲學家，前任法國總理。（1814年出生）
- 1932年：刘天华，中国作曲家、民族乐器演奏家、音乐教育家（1895年出生）
- 1946年：赵保原，中国军事人物。（1904年出生）
- 1966年：約瑟夫·艾伯特·沃克，美國試飛員、實驗物理學家、太空人。（1921年出生）
- 1967年：蒋光鼐，抗日名将（1887年出生）
- 1985年：胡风，中國诗人、文艺理论家（1902年出生）
- 1991年：馬歇爾·霍洛威，美國物理學家（1912年出生）
- 1999年：馬漢茂，德國漢學家、翻譯家（1940年出生）
- 2004年：卡爾·圖斯堡，丹麥企業家，鞋業公司ECCO Sko A/S創始人（1928年出生）
- 2009年：奧馬爾·邦戈，加彭政治人物，第2任加彭總統（1914年出生）
- 2010年：李東海，香港企業家、慈善家（1914年出生）
- 2010年：寒春，美國核物理學家（1921年出生）
- 2014年：亞歷山大·伊米奇，美國最長壽男性（1903年出生）
- 2014年：桂宮宜仁親王，日本皇位的第6順位繼承人（1948年出生）
- 2020年：皮埃尔·恩库伦齐扎，蒲隆地政治人物，第11任蒲隆地總統（1963年出生）
- 2022年：蓝天野，中国话剧及影视演员，七一勋章获得者（1927年出生）
- 2022年：科斯蒂克·達菲諾尤，羅馬尼亞男子拳擊運動員（1954年出生）
- 2023年：帕特·羅伯遜，美國傳媒大亨、牧師（1930年出生）
- 2025年：安東尼·瑞德，澳大利亞歷史學家（1939年出生）

## 节假日和习俗
- 世界海洋日
- 世界腦瘤日
- 秘魯：工程師節
- 斯洛維尼亞：普里莫茲·特魯巴日（英语：Primož Trubar）